# Alcázar de San Juan
Alcázar de San Juan, oft nur kurz Alcázar genannt, ist eine Stadt mit 31.382 Einwohnern (Stand: 2024), die südlich von Madrid liegt. Sie gehört zur spanischen Provinz Ciudad Real in der Autonomen Gemeinschaft Kastilien-La Mancha.
Östlich liegen drei Seen: La Veguilla, Laguna del Camino de Villafranca und Laguna de Las Yeguas.
Alcázar de San Juan war lange auch als Eisenbahn-Knoten von zentraler Funktion zwischen Madrid, Albacete (weiter in Richtung Murcia) und Valdepenas und in den Südwesten bekannt. Der Bahnhof ist sehenswert und ist Haltepunkt einer Schnellbahn-Linie.

## Sehenswürdigkeiten
- Windmühlen in der Region
- Torreón del Gran Prior (14. Jahrhundert)
- Pfarrkirche Santa Maria (13. bis 15. Jahrhundert)
- Kirche San Francisco (14. bis 15. Jahrhundert)
- Kloster Santa Clara (16. Jahrhundert)
- Stadtmuseum von Alcázar de San Juan in der Posada de Santo Domingo (16. Jahrhundert)

## Literarische Bedeutung
Das Buch Don Quijote von Miguel de Cervantes spielt überwiegend bei Alcázar de San Juan.

## Bilder

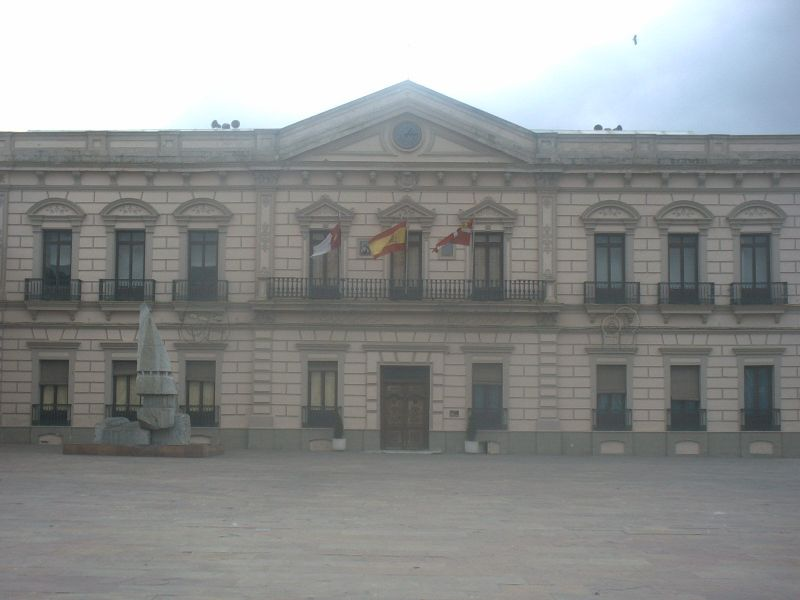
Rathaus
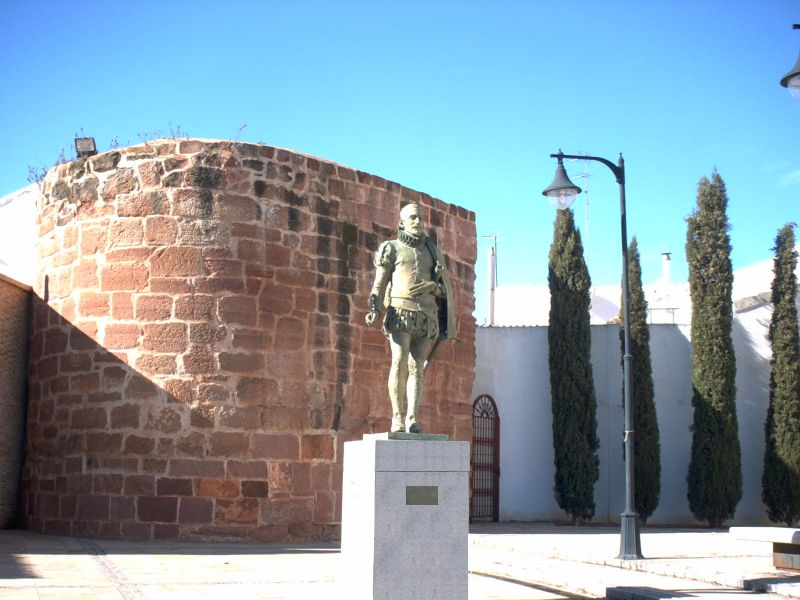
Statue von Cervantes
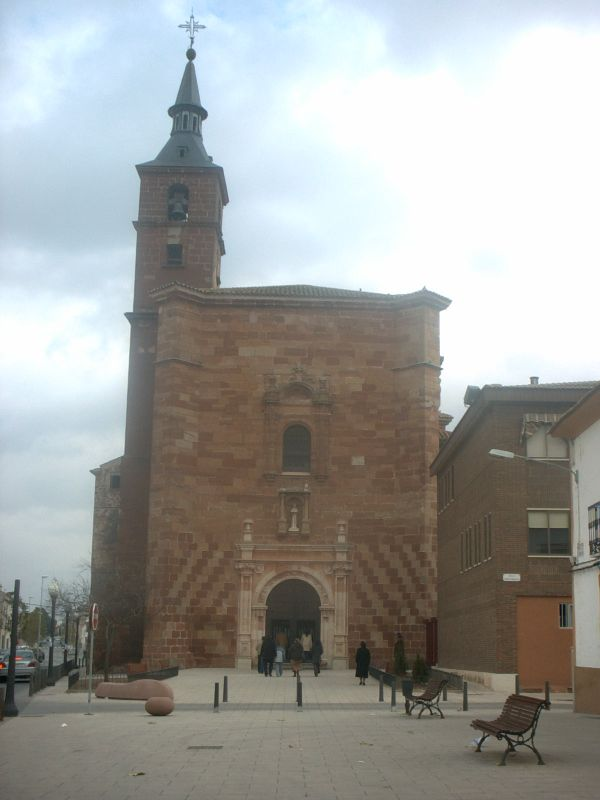
Kirche des Hl. Franziskus (San Francisco)
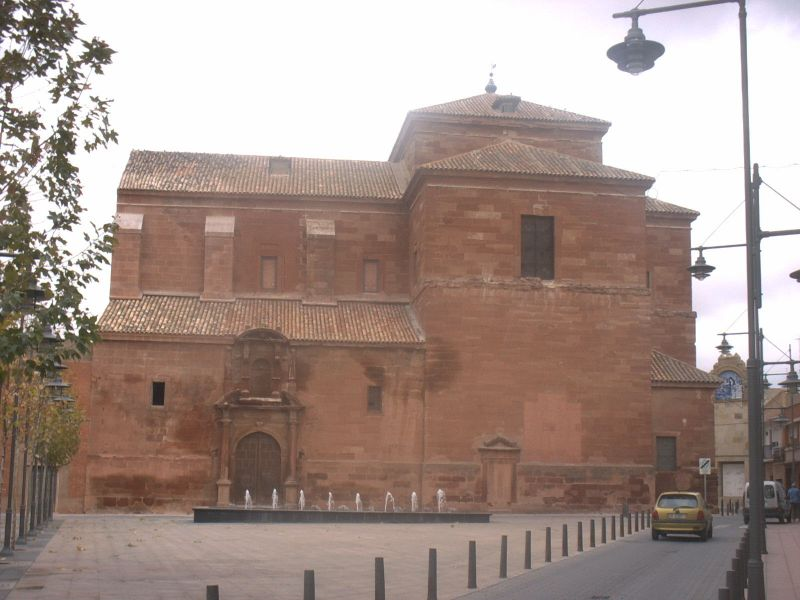
Kirche der Santa Quiteria
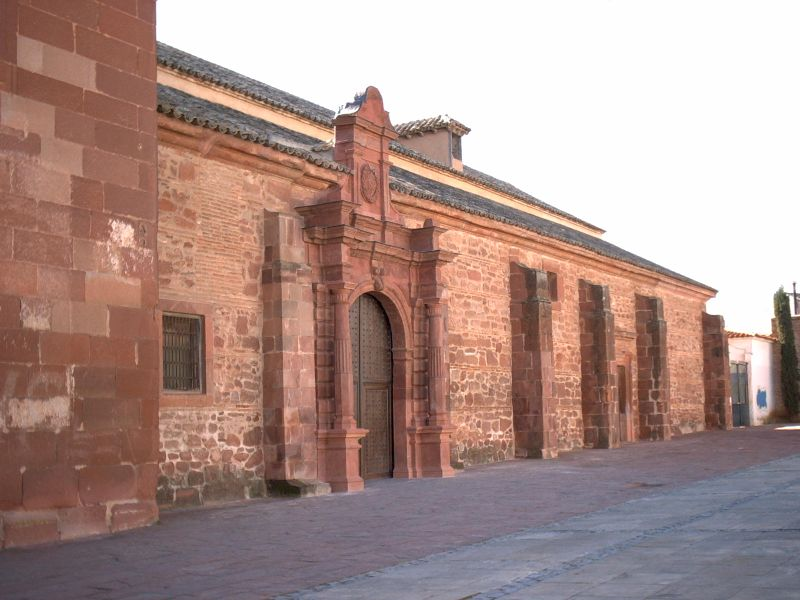
Kirche Santa María
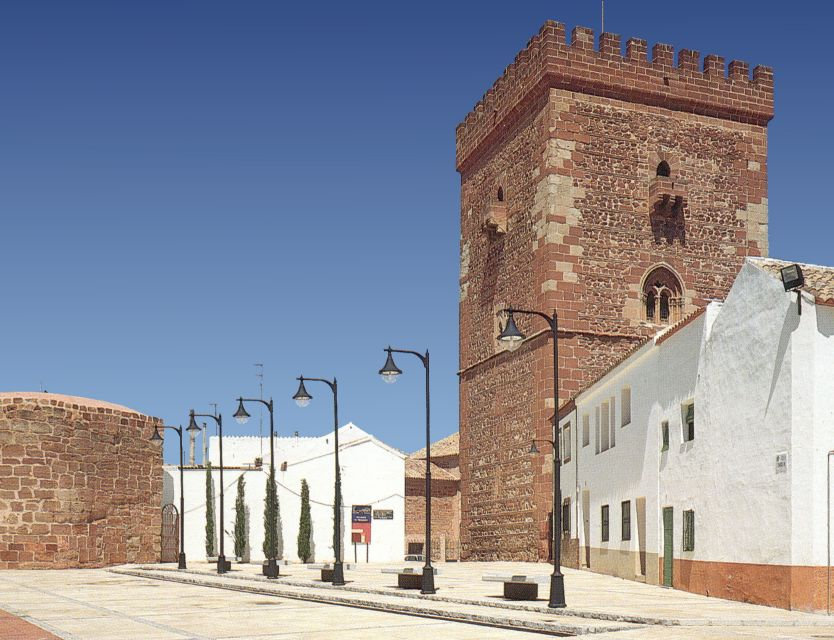
Turm des Großpriors
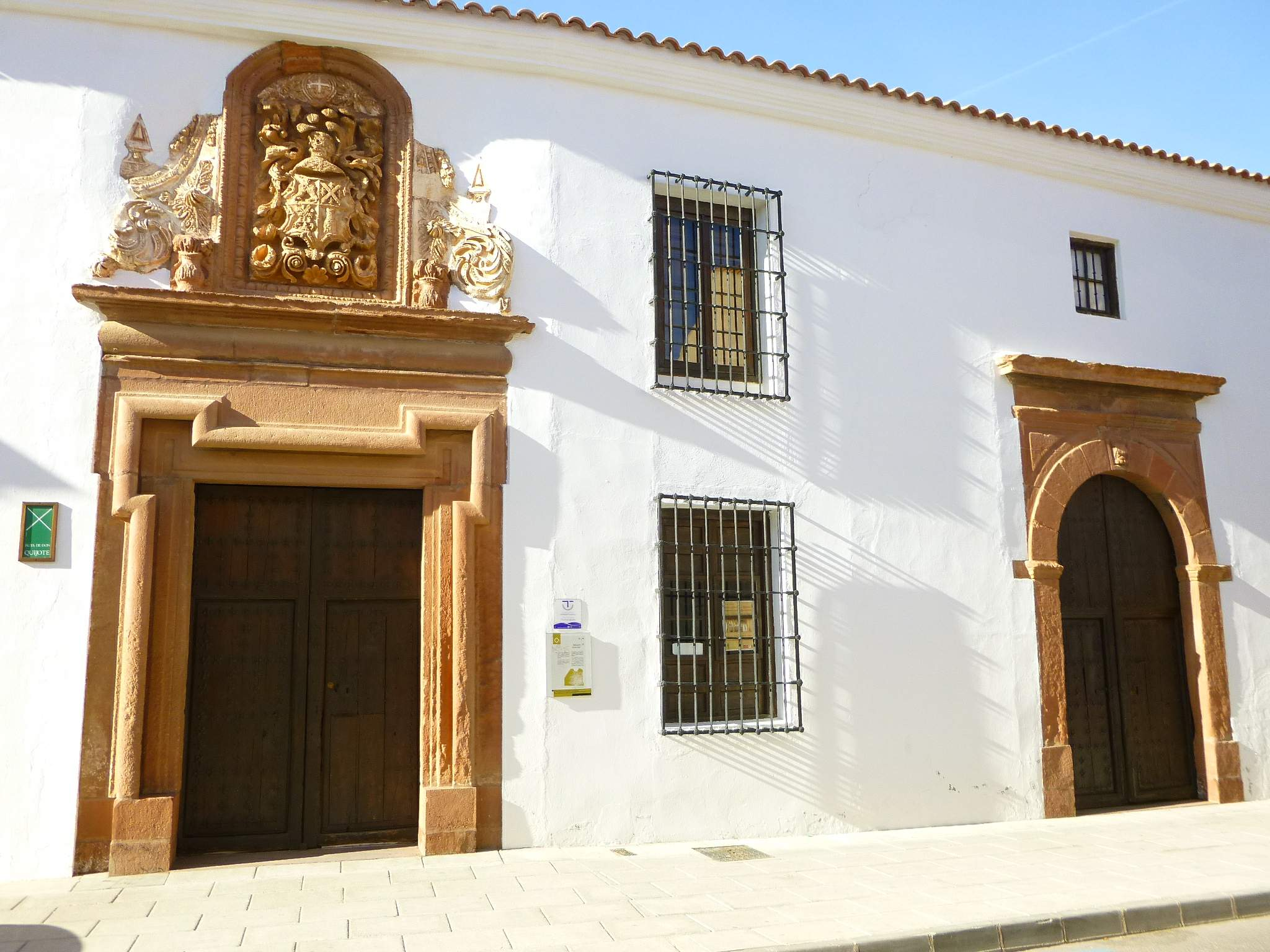
Stadtmuseum in der Posada de Santo Domingo

## Persönlichkeiten
- Dani Fernández (* 1991), Popsänger